# Јован Секулић
Јован Секулић (Београд, 5. фебруар 1921 — Београд, 17. децембар 2009) био је југословески и српски историчар уметности, кустос, оснивач и дугогодишњи директор Завода за заштиту споменика културе града Београда.
Један је од најзначајнијих српских и југословенских културних радника, а одиграо је значајну улогу у очувању културе и заштити споменичке заоставштине Београда и Србије.

## Биографија и каријера
Секулић је рођен 5. фебруара 1921. године у Београду, а дипломирао је на Филозофском факултету у Београду на одсеку за историју уметности, 1954. године. Професионалну каријеру започео је као кустос Народног музеја Србије, где је радио у периоду од 1953. до 1959. године у Одељењу новије југословенске уметности. Након овог ангажмана добио је стипендију за једногодишњи боравак у Минхену, где је био упућен како би истражио утицај минхенске сликарске школе на рад српских студената Академије ликовних уметности у Београду. Ипак, Секулићева жеља била је да оснује установу заштите споменичког наслеђа на подручју Београда, по повратку у родни град постао је начелник Одељења за културу Скупштине града Београда 1959. године. Наредне године успео је да реализује своју замисао, када је Завод за заштиту споменика културе града Београда званично отворен.
Након што је провео готово две деценија на челу београдског Завода за заштиту споменика културе, постао је директор Републичког завода за заштиту споменика културе Београда, 1978. године. За смо шест година колико је био директор ове институције, успео је да оснажи и значајно унапред рад завода на стручном, кадровском и организационом нивоу.
Сматрао је да је у остваривању политике заштите споменичке баштине важан чинилац јавно приказивање резултата истраживања, валоризације и заштите, па је покренуо публикацију Саопштења – Заштита споменика културе на подручју града Београда, чијих је 13 бројева изашло под његовим уредништвом, а затим и многа друга посебна издања и каталоге. Својим бројним текстовима објављеним у стручним часописима, али и натписима у дневним медијима, пружио је велики допринос информисању културне јавности о значају делатности службе заштите и појединим актуелним питањима унутар ње.
Након доношења Закона о заштити културних добара 1977. године унете су извесне измене у начину вођења документације о културним добрима. Секулић је допринео успостављању централних регистра о свим врстама културних добара, залагао се за финансирање истраживања и обнову споменика. Захваљујући његовом раду, после дужег времена поново су покренута археолошка истраживања, пре свега средњовековних сакралних споменика и манастирских целина, као и њихова рестаурација.
Као директор значајних институција и врсни стручњак, Секулић је унапредио сарадњу Завода са осталим институцијама. Једна од иницијатива које је покренуо, била је оснивање Заједница завода за заштиту споменика културе. Циљ ове заједнице било је повезивање са другим заводима на територији СФРЈ. Изузетну пажњу посветио је пројектима обнове и заштите српских војничких гробаља, споменика и спомен-обележја у другим републикама Југославије.
Извео је бројне конзерваторско-рестаураторске радове на споменицима Котора, старе Будве, манастирском комплексу Градиште, Старом Бару и дворцу краља Николе у Бару, и многим другим. Радио је на заштити и рестаурацији икона из фонда Српске православне цркве у Сарајеву.
Настојање Секулића да се обезбеди што боља заштита културних добара српског народа није се ограничила само на границе СФРЈ. На његову иницијативу основан је Координациони одбор за старање и очување добара од посебног значаја за историју и културу Србије, који је био задужен за прикупљање података, евидентирање и заштиту културних добара у иностранству. Тако је Републички завод за заштиту споменика културе Београд извео радове на заштити српских војничких гробаља у Тунису, на острвима Видо и Крфу, на Зејтинлику и у Солуну. Најзначајнији пројекат је био укључење одбора у рад на обнови манастира Хиландара.
Након одласка у пензију, 1984. године, наставио је да пише. Објавио је две књиге Путевима заштите споменика културе (2001) и Минхенска школа и српско сликарство (2001).
Преминуо је у децембру 2009. године, а сахрањен је на Новом гробљу у Београду.

## Награде и признања
За лични допринос успостављању и развоју службе заштите културне баштине, Јован Секулић је добио више диплоа, плакета и признања, као и следеће награде :
- Октобарска награда града Београда (1976)
- Одликовање Културно-просветне заједнице Београда „Златни беочуг“ (1980)
- Награда Друштва конзерватора Србије (1983),
- Орден рада са златним венцем[1]
- Орденом заслуга за народ са сребрном звездом
- Године 2023. установљена је награда која носи име „Јован Секуловић”.[5]